# Йордан Боздански
Йордан Ангелов Боздански-Зико е бивш български футболист, нападател, понастоящем (4 март 2014 г.) е старши треньор на отбора от българската А ФГ - ПФК Пирин (Гоце Делчев).

## Спортна биография
Играл е за Пирин (Благоевград), Вихрен, Пирин (Гоце Делчев), Септември (Симитли), Етникос (Пирея, Гърция), в отбори от Испания и Северна Македония. В А група има 209 мача и 51 гола. Финалист за купата на страната през 1994 г. с Пирин (Бл).
За купата на УЕФА има 2 мача за Пирин (Бл). Има 1 мач за А националния отбор и 9 мача за младежкия национален тим. Бивш помощник-треньор на Пирин (Бл) и старши треньор на Македонска слава и Вихрен. На 28 декември 2005 г.става старши треньор на Пирин (ГД). С неврокопчани Зико, постига впечатляващи резултати и за двата сезона в които води отбора, се превръща в треньор номер едно на клуба.
През лятото на 2007-година Йордан Боздански напуска Пирин /ГД/ и застава начело на Велбъжд/КН/. На стадион Огоста обаче играта на новия му тим не потръгва и така пет кръга след началото на първенството подава оставка. Малко изненадващо, две седмици по-късно благоевградчанинът поема закъсалия Свиленград 1921. Боздански вдига на крака „митничарите“, откъдето си тръгва в края на есения полусезон.
От декември 2012 година поема отбора на Пирин (Бл). След като отбора не успява да влезе в професионалния футбол е освободен, и от юни 2013 година е Директор на детско-юношеската школа на Пирин (Бл).
През януари 2014 година поема отбора от елитната А Група ПФК Пирин (Гоце Делчев)

## Статистика по сезони
- Пирин (Бл) - 1981/82 - Б група, 7 мача/1 гол
- Вихрен - 1982/83 - Б група, 14/5
- Вихрен - 1983/84 - Б група, 28/7
- Пирин (Бл) - 1984/85 - А група, 9/1
- Пирин (Бл) - 1985/86 - А група, 21/3
- Пирин (Бл) - 1986/87 - А група, 27/1
- Пирин (Бл) - 1987/88 - А група, 25/5
- Пирин (Бл) - 1988/89 - А група, 26/2
- Пирин (Бл) - 1989/90 - А група, 30/11
- Пирин (Бл) - 1990/91 - А група, 27/9
- Етникос - 1991/92 - Етники Категория, 22/4
- УД Лас Палмас - 1992/93 - Примера Дивисион, 9/1
- Пирин (Бл) - 1993/94 - А група, 25/7
- ФК Малеш - 1994/95 - Македонска Първа Лига
- Пирин (Бл) - 1995/96 - Б група, 34/7
- Пирин (Бл) - 1996/97 - Б група, 26/4
- Пирин (Бл) - 1997/ес. - Б група, 12/1
- Септември (Сим) - 1998/99 - А ОФГ, 23/6
- Септември (Сим) - 1999/00 - В група, 21/5
- Септември (Сим) - 2000/01 - В група, 17/3